# Diana Grey
Lady Diana Grey, contessa di Elgin (Londra, 1625 – 8 aprile 1689), è stata una nobildonna inglese.

## Biografia
Era la figlia di Henry Grey, I conte di Stamford, e di sua moglie, Lady Anne Cecil, figlia di William Cecil, II conte di Exeter.

## Matrimonio
Sposò, il 16 febbraio 1645, Robert Bruce, II conte di Elgin, figlio di Thomas Bruce, I conte di Elgin e Anne Chichester. Ebbero diciassette figli: 
- Edward Bruce (1645-1662);
- Thomas Bruce, III conte di Elgin (1656-16 dicembre 1741);
- Henry Bruce (1656);
- Lady Diana Bruce (?-15 luglio 1672), sposò in prime nozze Sir Seymour Shirley, V Baronetto, sposò in seconde nozze John Manners, I duca di Rutland;
- Lady Mary Bruce (31 dicembre 1657-15 maggio 1711), sposò Sir William Walter, II Baronetto;
- Lady Christiana Bruce (1658-1720), sposò in prime nozze, John Rolle, sposò in seconde nozze Sir Richard Gayer;
- Lady Anne Bruce (1660-1717), sposò Sir William Rich, II Baronetto;
- Robert Bruce (1652);
- Charles Bruce (1661);
- Bernard Bruce (1666-1669);
- Arabella Bruce (morta giovane);
- Lady Anne Charlotte Bruce (?-13 marzo 1713), sposò Sir Nicholas Bagnall;
- Henrietta Bruce, sposò Thomas Ogle;
- Robert Bruce (?-1728);
- James Bruce (?-1738);
- Christian Bruce;
- Elizabeth Bruce (morta giovane).

## Morte
Morì l'8 aprile 1689. Fu sepolta a Maulden, nel Bedfordshire.

## Ascendenza
|                                   |                                 |                                       | Genitori                             |  |  | Nonni |  |  | Bisnonni                           |  |  | Trisnonni |  |
|                                   |                                 |                                       |                                      |  |  |       |  |  | Henry Grey, I barone Grey di Groby |  |  | John Grey |  |
|                                   |                                 |                                       |                                      |  |  |       |  |  | Henry Grey, I barone Grey di Groby |  |  | John Grey |  |
|                                   |                                 | Mary Browne                           |                                      |  |  |       |  |  | Henry Grey, I barone Grey di Groby |  |  |           |  |
| John Grey                         |                                 |                                       |                                      |  |  |       |  |  | Henry Grey, I barone Grey di Groby |  |  |           |  |
|                                   |                                 | Anne Windsor                          | William Windsor, II barone Windsor   |  |  |       |  |  |                                    |  |  |           |  |
|                                   |                                 | Anne Windsor                          | William Windsor, II barone Windsor   |  |  |       |  |  |                                    |  |  |           |  |
|                                   |                                 | Anne Windsor                          | Margaret Sambourne                   |  |  |       |  |  |                                    |  |  |           |  |
| Henry Grey, I conte di Stamford   |                                 | Anne Windsor                          |                                      |  |  |       |  |  |                                    |  |  |           |  |
|                                   |                                 | Edward Nevill, VIII barone Bergavenny | Edward Nevill, VII barone Bergavenny |  |  |       |  |  |                                    |  |  |           |  |
|                                   |                                 | Edward Nevill, VIII barone Bergavenny | Edward Nevill, VII barone Bergavenny |  |  |       |  |  |                                    |  |  |           |  |
|                                   |                                 | Edward Nevill, VIII barone Bergavenny | Katharine Brome                      |  |  |       |  |  |                                    |  |  |           |  |
| Elizabeth Nevill                  |                                 | Edward Nevill, VIII barone Bergavenny |                                      |  |  |       |  |  |                                    |  |  |           |  |
|                                   |                                 | Rachel Lennard                        | John Lennard                         |  |  |       |  |  |                                    |  |  |           |  |
|                                   |                                 | Rachel Lennard                        | John Lennard                         |  |  |       |  |  |                                    |  |  |           |  |
|                                   |                                 | Rachel Lennard                        | Elizabeth Harman                     |  |  |       |  |  |                                    |  |  |           |  |
| Diana Grey                        |                                 | Rachel Lennard                        |                                      |  |  |       |  |  |                                    |  |  |           |  |
|                                   | Thomas Cecil, I conte di Exeter | William Cecil, I barone Burghley      |                                      |  |  |       |  |  |                                    |  |  |           |  |
|                                   | Thomas Cecil, I conte di Exeter | William Cecil, I barone Burghley      |                                      |  |  |       |  |  |                                    |  |  |           |  |
|                                   | Thomas Cecil, I conte di Exeter | Mary Cheke                            |                                      |  |  |       |  |  |                                    |  |  |           |  |
| William Cecil, II conte di Exeter | Thomas Cecil, I conte di Exeter |                                       |                                      |  |  |       |  |  |                                    |  |  |           |  |
|                                   |                                 | Dorothy Neville                       | John Neville, IV barone Latimer      |  |  |       |  |  |                                    |  |  |           |  |
|                                   |                                 | Dorothy Neville                       | John Neville, IV barone Latimer      |  |  |       |  |  |                                    |  |  |           |  |
|                                   |                                 | Dorothy Neville                       | Lucy Somerset                        |  |  |       |  |  |                                    |  |  |           |  |
| Anne Cecil                        |                                 | Dorothy Neville                       |                                      |  |  |       |  |  |                                    |  |  |           |  |
|                                   |                                 | William Drury                         | Robert Drury                         |  |  |       |  |  |                                    |  |  |           |  |
|                                   |                                 | William Drury                         | Robert Drury                         |  |  |       |  |  |                                    |  |  |           |  |
|                                   |                                 | William Drury                         | Ethelreda Rich                       |  |  |       |  |  |                                    |  |  |           |  |
| Elizabeth Drury                   |                                 | William Drury                         |                                      |  |  |       |  |  |                                    |  |  |           |  |
|                                   |                                 | Elizabeth Stafford                    | William Stafford                     |  |  |       |  |  |                                    |  |  |           |  |
|                                   |                                 | Elizabeth Stafford                    | William Stafford                     |  |  |       |  |  |                                    |  |  |           |  |
|                                   |                                 | Elizabeth Stafford                    | Dorothy Stafford                     |  |  |       |  |  |                                    |  |  |           |  |
|                                   |                                 | Elizabeth Stafford                    |                                      |  |  |       |  |  |                                    |  |  |           |  |